# Japanagromyza viridula
Japanagromyza viridula este o specie de muște din genul Japanagromyza, familia Agromyzidae. A fost descrisă pentru prima dată de Daniel William Coquillett în anul 1902. Conform Catalogue of Life specia Japanagromyza viridula nu are subspecii cunoscute.